# Sant’Agata Fossili
Sant’Agata Fossili – miejscowość i gmina we Włoszech, w regionie Piemont, w prowincji Alessandria.
Według danych na styczeń 2010 gminę zamieszkiwały 463 osoby przy gęstości zaludnienia 57,6 os./1 km².